# سوار بر آذرخش
سوار بر آذرخش (به انگلیسی: Ride the Lightning) دومین آلبوم استودیویی گروه هوی متال آمریکایی متالیکا است که در ۲۷ ژوئیه ۱۹۸۴ توسط لیبل موسیقی مستقل مگافورس رکوردز منتشر شد. این آلبوم در عرض سه هفته در کپنهاگ، دانمارک ضبط شد و تهیه‌کنندگی آن بر عهدهٔ متالیکا، فلمینگ راسموسن و مارک ویتاکر بود. عنوان آلبوم برگرفته از قسمتی از رمان ایستادگی از استیون کینگ است که در آن، شخصیتی از این عبارت برای اشاره به اعدام با صندلی الکتریکی استفاده می‌کند. طرح روی جلد آلبوم نمایانگر یک صندلی الکتریکی است که آذرخشی در لوگوی گروه به آن اصابت می‌کند.
اگرچه این آلبوم ریشه در ژانر ترش متال داشت، اما رشد موسیقی و پیچیدگی اشعار گروه را به نمایش گذاشت. کلیف برتون، نوازنده بیس، مبانی تئوری موسیقی را به گروه معرفی کرد و در ترانه‌سرایی نقش بیشتری داشت. متالیکا فراتر از تمپوهای سریع نخستین کار خود یعنی همه‌شان را بکش، رویکرد خود را با استفاده از گیتارهای آکوستیک، سازهای گسترده و هارمونی‌های پیچیده‌تر گسترش داد. هزینه‌های کلی ضبط توسط لیبل اروپایی متالیکا یعنی میوزیک فور نیشنز پرداخت شد زیرا مگافورس قادر به تأمین هزینهٔ آن نبود. این آخرین آلبومی است که گیتاریست اصلی سابق یعنی دیو ماستین در ترانه‌سرایی مشارکت دارد و نخستین آلبومی است که جانشین ماستین یعنی کرک همت در ترانه‌سرایی نقش دارد.
سوار بر آذرخش واکنش‌های بسیار مثبتی از سوی منتقدان موسیقی داشت. متالیکا آلبوم را در جریان تور کنسرت اروپایی در اواخر سال ۱۹۸۴ و در نیمه نخست سال ۱۹۸۵ در آمریکای شمالی تبلیغ کرد. این گروه در جشنواره‌های موسیقی بزرگی مانند مانستر آو راک به اجرا پرداختند. اواخر همان سال دو ماه پس از انتشار، الکترا رکوردز با متالیکا قراردادی چند ساله امضا کرد و آلبوم را دوباره منتشر کرد. سوار بر آذرخش در در رتبه ۱۰۰ جدول بیلبورد ۲۰۰ قرار گرفت و عملاً هیچ پخش رادیویی نداشت. اگرچه در ابتدا ۷۵٫۰۰۰ نسخه برای بازار آمریکا چاپ شد، این آلبوم تا نوامبر ۱۹۸۷ نیم میلیون نسخه فروخت. این آلبوم به‌دلیل ارسال شش میلیون نسخه در ایالات متحده، در سال ۲۰۱۲ از سوی انجمن صنعت ضبط موسیقی ایالات متحده آمریکا (RIAA) گواهی پلاتین شش‌گانه دریافت کرد. بسیاری از نشریات راک، سوار بر آذرخش را در فهرست بهترین آلبوم‌های خود قرار داده‌اند و گفته‌اند که این آلبوم تأثیری ماندگار بر این ژانر داشته است.

## فهرست قطعات
| طرف یک | طرف یک                               | طرف یک                         | طرف یک |
| شماره  | نام                                  | آهنگساز                        | مدت    |
| ------ | ------------------------------------ | ------------------------------ | ------ |
| ۱.     | «نبرد آتش با آتش»                    | هتفیلد لارس اولریک کلیف برتون  | ۴:۴۴   |
| ۲.     | «سوار بر آذرخش»                      | هتفیلد اولریک برتون دیو ماستین | ۶:۳۷   |
| ۳.     | «برای آنان که ناقوس به صدا در می‌آید» | هتفیلد اولریک برتون            | ۵:۱۱   |
| ۴.     | «محو شدن در تاریکی»                  | هتفیلد اولریک برتون همت        | ۶:۵۵   |

| طرف دو     | طرف دو                | طرف دو                     | طرف دو |
| شماره      | نام                   | آهنگساز                    | مدت    |
| ---------- | --------------------- | -------------------------- | ------ |
| ۵.         | «گرفتار زیر یخ»       | هتفیلد اولریک همت          | ۴:۰۴   |
| ۶.         | «گریز»                | هتفیلد اولریک همت          | ۴:۲۴   |
| ۷.         | «مرگ تدریجی»          | هتفیلد اولریک برتون همت    | ۶:۳۶   |
| ۸.         | «ندای کتولو» (بی‌کلام) | هتفیلد اولریک برتون ماستین | ۸:۵۵   |
| مجموع مدت: | مجموع مدت:            | مجموع مدت:                 | ۴۷:۲۶  |

| بونز ترک (پخش مجدد دیجیتالی) | بونز ترک (پخش مجدد دیجیتالی)                | بونز ترک (پخش مجدد دیجیتالی) | بونز ترک (پخش مجدد دیجیتالی) |
| شماره                        | نام                                         | آهنگساز                      | مدت                          |
| ---------------------------- | ------------------------------------------- | ---------------------------- | ---------------------------- |
| ۹.                           | «برای آنان که ناقوس به صدا در می‌آید» (زنده) | هتفیلد اولریک برتون          | ۵:۳۵                         |
| ۱۰.                          | «مرگ تدریجی» (زنده)                         | هتفیلد اولریک برتون همت      | ۸:۱۲                         |
| مجموع مدت:                   | مجموع مدت:                                  | مجموع مدت:                   | ۶۱:۱۵                        |